# Пафос (футбольний клуб)
«Па́фос» (грец. Πάφος F.C.) — кіпрський професійний футбольний клуб з однойменного міста. Утворений в 2014 році шляхом злиття двох місцевих клубів, «АЕП Пафос» і «АЕК Куклія», з метою створення сильнішої та конкурентоспроможнішої команди для представлення Пафоського регіону на вищому рівні кіпрського футболу.
Домашні матчі клуб проводить на стадіоні імені Стеліоса Киріакідеса, який вміщує приблизно 9000 глядачів. «Пафос» зараз виступає у Першому дивізіоні Кіпру. В останні сезони клуб залучив багатьох іноземних гравців і тренерів.
У 2024 році «Пафос» вперше у своїй історії кваліфікувався до Ліги конференцій УЄФА, що стало дебютом для клубу в єврокубках.

## Історія

### Заснування
Футбольний клуб «Пафос» був заснований 10 червня 2014 року після злиття клубів АЕП і «АЕК Куклія». У попередньому сезоні 2013/14 «АЕК Куклія» вперше зіграла в вищому дивізіоні Кіпру, але не змогла зберегти прописку. У цьому ж сезоні АЕП виступав у Другому дивізіоні Кіпру, але зіткнувся з економічними проблемами, через які з команди було знято 30 очок і вона також понизилась у класі. Тому після завершення сезону 2013/14 років між двома клубами розпочалися дискусії щодо створення нового клубу для району Пафос, щоб мати сильну та економічно конкурентну команду.
9 червня 2014 року два клуби на окремому загальному засіданні схвалили створення нової команди «Пафос». У спадок від клубу АЕП «Пафосу» перейшла частина емблеми, де зображений Евагорас Паллікарідіс, борець за незалежність Кіпру. Першим головою нової команди став Хрістакіс Кайзер, який був президентом «АЕК Куклії» та одним з головних дійових осіб у справі створення нового клубу, а першим тренером команди став Радмило Іванчевич, який у минулому був тренером АЕП.

### Ранні роки
У дебютному для нової команди сезоні 2014/15 років «Пафос» став другою і з першої спроби вийшов в елітний дивізіон. Там клуб став лише 12 і одразу повернувся в Другу лігу, де знову провів лише один сезон і, посівши 2 місце, знову здобув путівку у Перший дивізіон. Цього разу результати команди в еліті бути трохи кращими й вона стала десятою у сезоні 2017/18, зберігши прописку в еліті.
Результати команди стали покращуватись, після того як президентом клубу став російсько-британський бізнесмен Роман Дубов, власник компанії Total Sports Investments. Зміни в структурі клубу, операційних процесах академії, реконструкція тренувального центру разом із гучними трансферами значно підвищили рівень клубу, зробивши його одним з найкращих команд Кіпру. З моменту приходу Дубова, місце команди в чемпіонаті покращувалося або залишалося незмінним щороку, з 2018 по 2023 рік, а у травні 2024 року «Пафос» виграв Кубок Кіпру, добувши перший трофей у своїй історії.

### Чемпіонський сезон 2024/25
Сезон 2024/25 років став знаковим для «Пафоса», оскільки на його старті команда дебютувала у єврокубках. «Пафос» кваліфікувався до групового етапу Ліги конференцій УЄФА, пройшовши у кваліфікації турніру аж трьох суперників, при чому кожного з них розгромно долав вдома — «Жальгіріс» 3:0, «ЦСКА 1948» 4:0 і «ЧФР Клуж» 3:0. У групі кіпріоти також добре себе почували, здобувши 3 перемоги у 6 іграх і зігравши ще один матч внічию. Цих результатів вистачило «Пафосу» для виходу у плей-оф, де на команду волею жереба чекала інша кіпрська команда «Омонія». У першій в історії зустрічі двох кіпрських команд у єврокубках «Пафос» переміг «Омонію» з рахунком 3:2 за сумою двох матчів та вийшов до 1/8 фіналу. Лише на цьому етапі «Пафос» завершив свій виступ у Лізі конференцій, поступившись «Юргордену».
Тим часом, у чемпіонаті Кіпру «Пафос» також показував високі результати. Під керівництвом іспанського головного тренера Хуана Карлоса Карседо, команда продовжувала боротися за чемпіонство протягом усього сезону і в підсумку виграло свій перший чемпіонський титул, завдяки чорму вперше у своїй історії кваліфікувалися до Ліги чемпіонів. Також команда того сезону дійшла до фіналу національного кубка, але там у серії пенальті поступилася АЕКу (Ларнака)

### Наш час
У сезоні 2025/26 «Пафос» у другому кваліфікаційному раунді Ліги чемпіонів зумів пройти «Маккабі» (Тель-Авів).

## Досягнення
- Чемпіон Кіпру (1): 2025
- Володар Кубка Кіпру (1): 2024

## Основний склад
Станом на 20 липня 2025
| №  | Поз. | Нац.                 | Гравець                           |
| -- | ---- | -------------------- | --------------------------------- |
| 2  | ЗХ   | Кіпр                 | Костас Пілеас                     |
| 5  | ЗХ   | Іспанія              | Давід Гольдар                     |
| 7  | НП   | Бразилія             | Бруно Феліпе                      |
| 8  | ПЗ   | Португалія           | Домінгуш Кіна                     |
| 9  | НП   | Республіка Конго     | Монс Бассуаміна                   |
| 11 | НП   | Бразилія             | Жажа                              |
| 12 | ПЗ   | Швеція               | Кен Сема                          |
| 17 | НП   | Хорватія             | Мислав Оршич                      |
| 22 | НП   | Швеція               | Муамер Танкович                   |
| 23 | ЗХ   | Нідерланди           | Деррік Люкассен                   |
| 25 | ЗХ   | Мозамбік             | Бруну Ланга (оренда з «Альмерії») |
| 26 | ПЗ   | Боснія і Герцеговина | Іван Шуньїч                       |
| 30 | ПЗ   | Румунія              | Влад Драгомір                     |

| №  | Поз. | Нац.         | Гравець                                |
| -- | ---- | ------------ | -------------------------------------- |
| 33 | НП   | Бразилія     | Андерсон Сілва                         |
| 35 | ЗХ   | Бразилія     | Педрао (оренда з «Крузейро»)           |
| 70 | НП   | Кіпр         | Маріос Еліа                            |
| 77 | ЗХ   | Кабо-Верде   | Жуан Коррея                            |
| 81 | ПЗ   | Кіпр         | Гіоргос Колотас                        |
| 84 | НП   | Гвінея-Бісау | Кевін Нхага                            |
| 88 | ПЗ   | Португалія   | Пепе                                   |
| 93 | ВР   | Кіпр         | Неофітос Міхаїль                       |
| 99 | ВР   | Греція       | Атанасіос Пападудіс                    |
|    | ВР   | Нідерланди   | Джей Гортер                            |
|    | ПЗ   | Гвінея       | Мамаду Кане                            |
|    | ПЗ   | Сенегал      | Мустафа Нам                            |
|    | ПЗ   | Португалія   | Алешандре Бріту (оренда з «Спортінга») |

## Головні тренери
Станом на  22 липня 2025
| Тренер                   | З                 | По               | І   | В  | Н  | П  | В%    |
| ------------------------ | ----------------- | ---------------- | --- | -- | -- | -- | ----- |
| Радміло Іванчевич        | 1 липня 2014      | 14 жовтня 2014   |     |    |    |    |       |
| Софокліс Софоклеос       | 1 листопада 2014  | 9 листопада 2015 |     |    |    |    |       |
| Хосе Мануель Рока        | 17 листопада 2015 | 14 грудня 2015   |     |    |    |    |       |
| Апостолос Макрідіс       | 16 грудня 2015    | 31 травня 2016   |     |    |    |    |       |
| Дімітріс Іоанну          | 14 червня 2016    | 31 травня 2017   |     |    |    |    |       |
| Лука Елснер              | 30 червня 2017    | 21 січня 2018    | 23  | 6  | 6  | 11 | 26.09 |
| Стівен Пресслі           | 31 січня 2018     | 9 жовтня 2018    | 22  | 8  | 5  | 9  | 36.36 |
| Желько Копич             | 19 жовтня 2018    | 6 листопада 2019 | 41  | 16 | 11 | 14 | 39.02 |
| Джеремі Стіл (в. о.)     | 6 листопада 2019  | 13 грудня 2019   | 5   | 3  | 1  | 1  | 60    |
| Кемерон Тошак            | 13 грудня 2019    | 20 жовтня 2020   | 21  | 8  | 5  | 8  | 38.1  |
| Дмитро Михайленко        | 20 жовтня 2020    | 31 січня 2021    | 16  | 4  | 5  | 7  | 25    |
| Стівен Константін        | 4 лютого 2021     | 30 червня 2021   | 18  | 12 | 2  | 4  | 66.67 |
| Дарко Миланич            | 30 червня 2021    | 10 травня 2022   | 33  | 11 | 14 | 8  | 33.33 |
| Мічель Сальгадо ((в. о.) | 14 травня 2022    | 22 травня 2022   | 2   | 1  | 0  | 1  | 50    |
| Геннінг Берг             | 11 червня 2022    | 3 квітня 2023    | 33  | 17 | 11 | 5  | 51.52 |
| Мічель Сальгадо ((в. о.) | 3 квітня 2023     | 24 червня 2023   | 9   | 3  | 3  | 3  | 33.33 |
| Хуан Карлос Карседо      | 24 червня 2023    |                  | 102 | 58 | 19 | 25 | 56.86 |

## Статистика по сезонах
| Сезон   | Чемпіонат | Чемпіонат | Чемпіонат | Чемпіонат | Чемпіонат | Чемпіонат | Чемпіонат | Чемпіонат | Чемпіонат | Кубок       | Найкращий бомбардир             | Найкращий бомбардир |
| Сезон   | Ліга      | М         | І         | В         | Н         | П         | ГЗ        | ГП        | О         | Кубок       | Гравець                         | Голів               |
| ------- | --------- | --------- | --------- | --------- | --------- | --------- | --------- | --------- | --------- | ----------- | ------------------------------- | ------------------- |
| 2014–15 | 2Д        | 2         | 26        | 19        | 5         | 2         | 55        | 19        | 62        | 1Р          | Кріс Діксон                     | 19                  |
| 2015–16 | 1Д        | 12        | 36        | 8         | 12        | 16        | 41        | 58        | 36        | 1/4 фіналу  | Нассір Мааші                    | 11                  |
| 2016–17 | 2Д        | 2         | 26        | 17        | 6         | 3         | 51        | 24        | 57        | First Round | Адріан Петуля                   | 26                  |
| 2017–18 | 1Д        | 10        | 36        | 11        | 9         | 16        | 36        | 51        | 42        | 1/2 фіналу  | Даніель Сікорський Кевін Беріго | 7                   |
| 2018–19 | 1Д        | 8         | 32        | 12        | 8         | 12        | 39        | 50        | 38        | 1/4 фіналу  | Адам Немець                     | 16                  |
| 2019–20 | 1Д        | 7         | 23        | 8         | 6         | 9         | 26        | 28        | 30        | 2 раунд     | Онні Валакарі                   | 5                   |
| 2020–21 | 1Д        | 7         | 40        | 18        | 9         | 13        | 58        | 38        | 63        | 2 раунд     | Онні Валакарі Кевін Беріго      | 13                  |
| 2021–22 | 1Д        | 6         | 32        | 11        | 13        | 8         | 39        | 30        | 46        | 2 раунд     | Онні Валакарі                   | 10                  |
| 2022–23 | 1Д        | 4         | 32        | 17        | 12        | 7         | 60        | 30        | 63        | 1/2 фіналу  | Жайро                           | 18                  |
| 2023–24 | 1Д        | 5         | 36        | 18        | 8         | 10        | 60        | 33        | 62        | Переможці   | Жайро                           | 16                  |
| 2024–25 | 1Д        | 1         | 36        | 26        | 4         | 6         | 67        | 21        | 82        | Фінал       | Жайро                           | 13                  |